# Джеймс Робинсън
Вижте пояснителната страница за други значения на Джеймс Робинсън.
Джеймс Алън Робинсън (на английски: James Alan Robinson) е английски икономист и политолог, работил дълго време и в Съединените щати и Австралия.
Роден е на 28 февруари 1960 година в Челмсфорд, Есекс. През 1982 година получава бакалавърска степен от Лондонското училище по икономика, през 1986 завършва магистратура в Уорикския университет, а през 1993 година защитава докторат в Йейлския университет. След това преподава в Мелбърнския университет (1992 – 1995), Южнокалифорнийския университет (1995 – 1999), Калифорнийския университет – Бъркли (1999 – 2004), Харвардския университет (2004 – 2015) и Чикагския университет (от 2015).
През 2024 година Джеймс Робинсън – заедно с близките до него икономисти Саймън Джонсън и Дарон Аджемоглу – получава Нобелова награда за икономика „за изследвания на начина на образуване на институциите и влиянието им върху просперитета“.